# Орлы (Ленинградская область)
Орлы (ижор. Kotka) — деревня в Большелуцком сельском поселении Кингисеппского района Ленинградской области.

## История
Впервые упоминается в писцовых книгах Шелонской пятины от 1571 года как деревня Орел — 8 обеж в Ямском Окологородье.
Согласно шведским «Балтийским писцовым книгам» (Baltiska Fogderäkenskaper) деревня носила названия: Arlla (1582 год), Årla (1584—1589 годы). В 1582 году владельцем земли в деревне являлся Rÿtt Erßon Henrich.
Затем как деревня Mensoi Orell by — 6 обеж с пустошью Itoua ödhe — 8 обеж, она упоминается в шведских писцовых книгах 1618—1623 годов.
На карте Ингерманландии А. И. Бергенгейма, составленной по шведским материалам 1676 года, она обозначена как деревня Stora Kotka при мызе Itowa.
На шведской «Генеральной карте провинции Ингерманландии» 1704 года — как деревня Lili Kotko и деревня Ittowa bÿ при мызе Ittowa hof.
Деревня Меншои котко и мыза Итова упомянуты на «Географическом чертеже Ижорской земли» Адриана Шонбека 1705 года.
Деревни Орел и Итовская обозначены на карте Ингерманландии А. Ростовцева 1727 года.
На карте Санкт-Петербургской губернии Я. Ф. Шмидта 1770 года нанесена деревня Орел и мыза Итовская.
На карте Санкт-Петербургской губернии Ф. Ф. Шуберта 1834 года обозначена деревня Орел, состоящая из 64 дворов и Мыза Итовская помещика Липхарта.

ИТОВО — мыза принадлежит графу Нессельроде, число жителей по ревизии: 8 м. п., 3 ж. п.; В оной: винокуренный завод.

ОРЕЛ — деревня принадлежит графу Нессельроде, число жителей по ревизии: 90 м. п., 94 ж. п. (1838 год)

В пояснительном тексте к этнографической карте Санкт-Петербургской губернии П. И. Кёппена 1849 года она записана как деревня Kotka (Орёл) и указано количество её жителей на 1848 год: ижоры — 98 м п., 105 ж. п., всего 203 человека. Жители деревни относились к православному Кейкинскому Петропавловскому приходу.
Согласно карте профессора С. С. Куторги 1852 года деревня Орел при мызе Итовская насчитывала 64 двора.

ОРЕЛ — деревня Ведомства государственного имущества, по просёлочной дороге, число дворов — 26, число душ — 100 м. п. (1856 год)

ОРЛЫ — деревня, число жителей по X-ой ревизии 1857 года: 122 м. п., 126 ж. п., всего 248 чел.

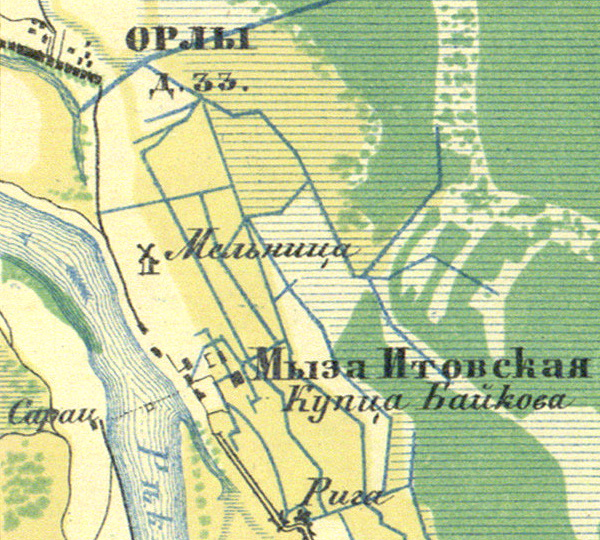
Деревня Орлы на карте 1860 года

Согласно «Топографической карте частей Санкт-Петербургской и Выборгской губерний» в 1860 году деревня Орлы состояла из 33 крестьянских дворов. К югу от деревни находилась ветряная мельница, рига и мыза Итовская купца Байкова.

ИТОВО — мыза владельческая при реке Луге, число дворов — 1, число жителей: 6 м. п., 8 ж. п.

ОРЛЫ — деревня казённая при реке Луге, число дворов — 36, число жителей: 138 м. п., 160 ж. п. (1862 год)

ОРЛЫ — деревня, по земской переписи 1882 года: семей — 58, в них 172 м п., 179 ж. п., всего 351 чел.

Согласно материалам по статистике народного хозяйства Ямбургского уезда 1887 года мыза Итово площадью 8576 десятин принадлежала наследникам потомственного почётного гражданина А. Т. Байкова, мыза была приобретена до 1868 года. Хозяева продавали песок, а рыбные ловли, охоту и винную лавку сдавали в аренду.

ОРЛЫ — деревня, число хозяйств по земской переписи 1899 года — 70, число жителей: 193 м п., 207 ж. п., всего 400 чел.
 разряд крестьян: бывшие владельческие, народность: финская — 393 чел., эстонская — 7 чел.

В 1900 году, согласно «Памятной книжке Санкт-Петербургской губернии», мыза Итово площадью 7553 десятины принадлежала потомственным почётным гражданам Кириллу Андреевичу и Андрею Андреевичу Байковым.
В конце XIX — начале XX века деревня административно относилась к Наровской волости 2-го стана Ямбургского уезда Санкт-Петербургской губернии. Население деревни было исключительно ижорским.
По данным «Памятной книжки Санкт-Петербургской губернии» за 1905 год мыза Итовская с пустошами площадью 2329 десятин принадлежала потомственному почётному гражданину Андрею Андреевичу Байкову.
С 1917 по 1927 год деревня Орлы входила в состав Орловского сельсовета Наровской волости Кингисеппского уезда.
В 1920 году в деревне числилось 70 землевладельцев, 89 домовладельцев и 452 жителя (все ижоры), а также в деревне находились 17 беженцев.
Согласно данным переписи населения СССР 1926 года в деревне Орлы проживали 276 человек,  большинство ижоры, а также русские.
С августа 1927 года в составе Кингисеппского района.
С 1928 года в составе Куровицкого сельсовета. В 1928 году население деревни Орлы также составляло 276 человек.

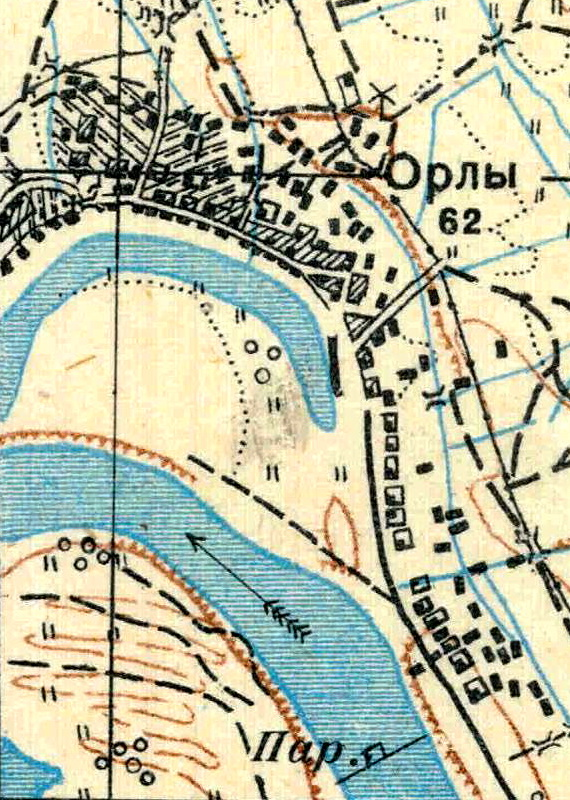
План деревни Орлы. 1930 год

Согласно топографической карте 1930 года деревня насчитывала 62 двора, в северной части деревни находилась ветряная мельница.
По данным 1933 года деревня Орлы входила в состав Куровицкого сельсовета Кингисеппского района.
В 1943 году жителям деревни удалось избежать депортации в Финляндию, спрятавшись на время акции в лесу.
Деревня была освобождена от немецко-фашистских оккупантов 1 февраля 1944 года.
В 1958 году население деревни Орлы составляло 68 человек.
По данным 1966 года деревня Орлы также входила в состав Куровицкого сельсовета.
По данным 1973 и 1990 годов деревня Орлы входила в состав Большелуцкого сельсовета.
В 1997 году в деревне Орлы Большелуцкой волости проживали 3 человека, в 2002 году постоянного населения не было, в 2007 году — 5.

## География
Деревня расположена в западной части района на автодороге 41К-614 (Куровицы — Орлы).
Расстояние до административного центра поселения — 34 км.
Расстояние до ближайшей железнодорожной станции Усть-Луга — 24 км.
Деревня находится на правом берегу реки Луга.

## Демография
| 1862 | 2007 | 2010 | 2017 |
| ---- | ---- | ---- | ---- |
| 298  | ↘5   | ↗12  | ↗20  |

### Национальный состав
Согласно данным Всероссийской переписи населения 2021 года в деревне проживали 26 человек, из них:
 русские — 25, эстонцы — 1 человек.

## Фото

Деревня Орлы. 1911 год
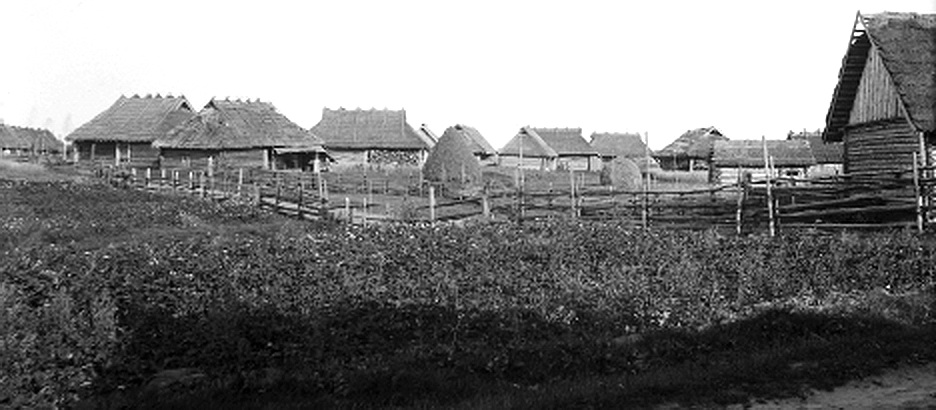
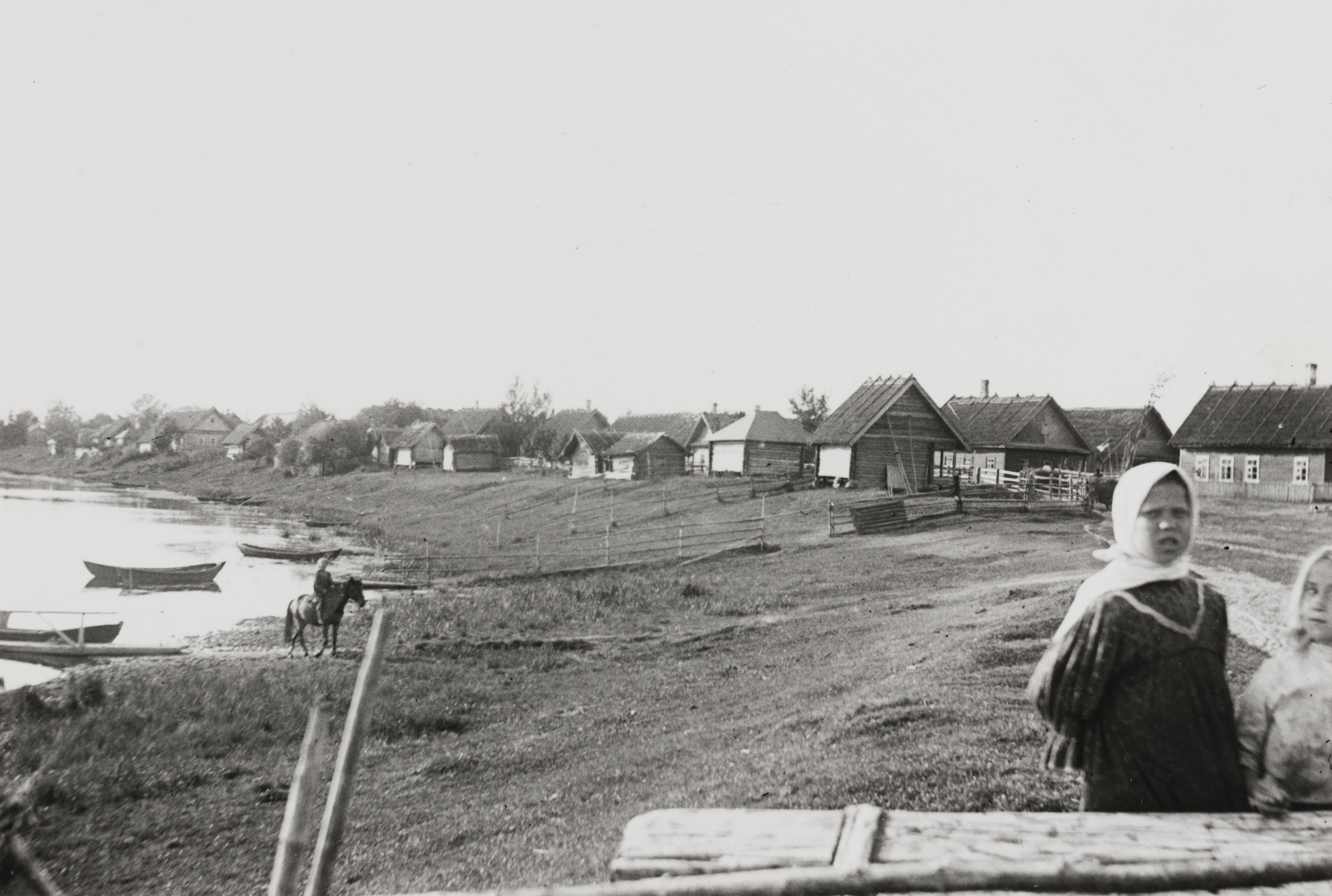

## Улицы
Зелёная, Садовая, Центральная.